# ساندرا کلمنشتیس
 ساندرا کلمنشتیس (انگلیسی: Sandra Klemenschits؛ زادهٔ ۱۳ نوامبر ۱۹۸۲) یک تنیس‌باز اهل اتریش است.